# 托爾斯滕·基施鮑姆
托爾斯滕·基施鮑姆（德語：Thorsten Kirschbaum；1987年4月20日—）是一位德國足球運動員。在場上的位置是守門員。現效力於德乙球隊雷根斯堡。他曾代表德國U21國家隊參賽。